# 協栄札幌赤坂ボクシングジム
協栄札幌赤坂ボクシングジム（きょうえいさっぽろあかさかボクシングジム）は、北海道札幌市豊平区西岡にあるボクシングジムである。協栄ボクシングジムとは暖簾分け・提携を結んでいる。名誉顧問は日本の政治家で新党大地代表の鈴木宗男。

## 概要
元日本ミドル級王者の赤坂義昭が1986年に設立。病気を患っている会長に代わり、長女である赤坂裕美子がマネージャーとしてジムを運営していた。
畠山昌人を北海道のジムそして女性トレーナーで初となる日本チャンピオンとして輩出した。現在の会長職は創業者である赤坂義昭が育てた元所属選手の荒井信也が務める。